# لودویگسلوشت (ناحیه)
لودویگسلوشت (به آلمانی: Landkreis Ludwigslust) یک ناحیه در آلمان است که در مکلنبورگ-فورپومرن واقع شده‌است. لودویگسلوشت  ۱۲۲٬۵۶۴ نفر جمعیت دارد.